# Johann Schretter

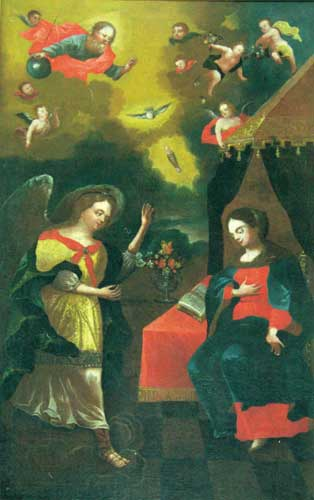
Altargemälde Mariä Verkündigung, Kirche Mariä Verkündigung, Hrodna, 1646

Johann Schretter (auch Schroetter, belarussisch Іаган Шрэтэр; * um 1620; † 20. Februar 1685) war ein deutscher Maler in Polen-Litauen.

## Leben
Johann Schretter stammte aus Preußisch Stargard (oder Danzig?) in Polnisch-Preußen. Die älteste Erwähnung über ihn ist von 1641 erhalten. Schretter lebte zeitweise in Frauenburg im Ermland und malte 1646 mehrere Altargemälde für die neue Brigittenkirche im damals litauischen Grodno.
Danach ging er nach Vilnius (Wilna), emigrierte aber 1655 wegen des Krieges nach Königsberg in Preußen und kehrte danach nach Vilnius zurück.
Johann Schretter war in Kontakt mit anderen Malern der Stadt. Ein Schüler Johann wurde 1677 genannt. Schretter war Mitglied in der Martinsbruderschaft an der Jesuitenkirche St. Ignatius und zeitweise deren Vorsitzender.

## Wirken

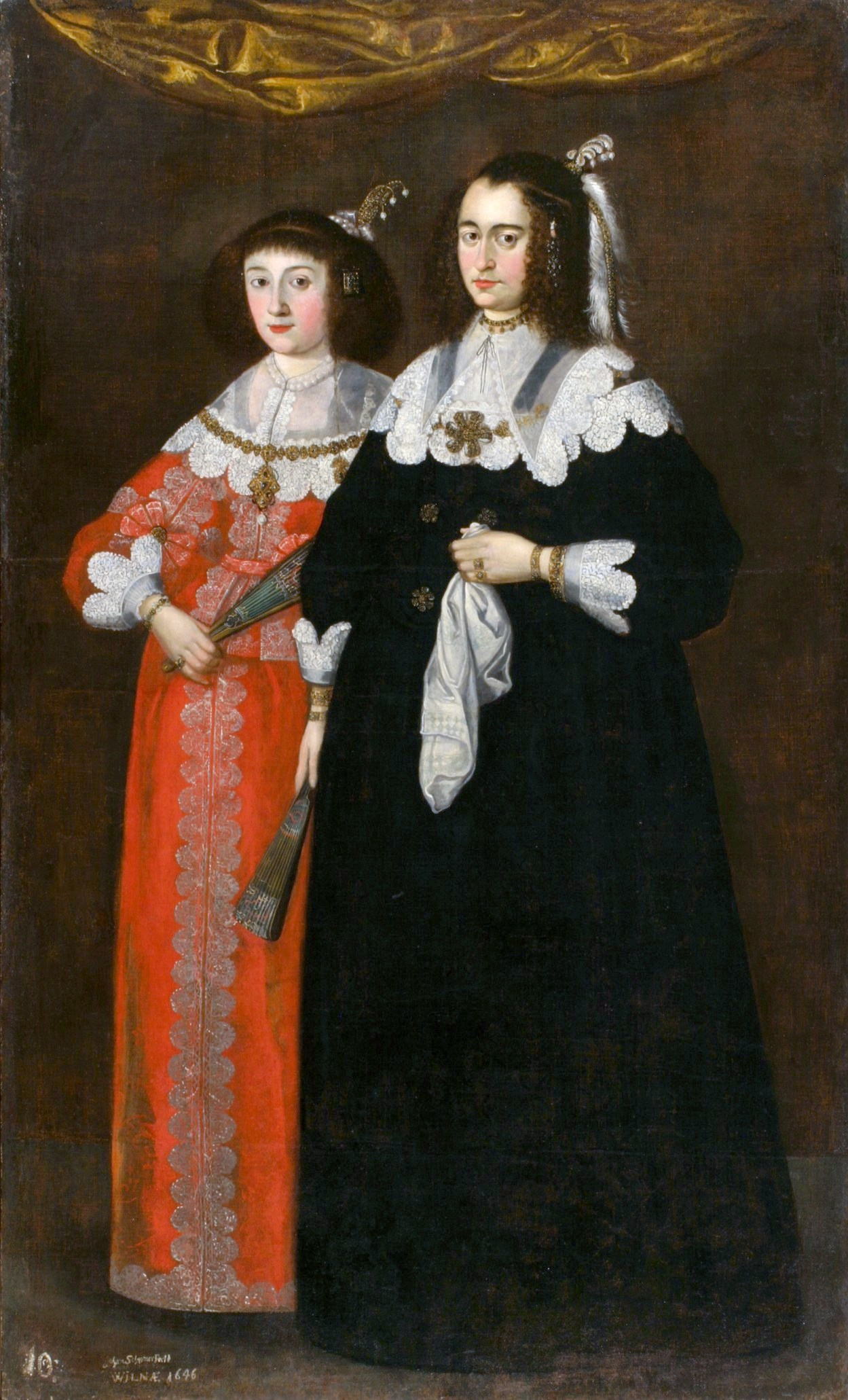
Katarzyna Potocka und Maria Lupu, 1646

Von Johann Schretter sind Porträts und Altargemälde erhalten, die sich in Museen und Kirchen in Belarus, Polen und Litauen befinden.
Die abgebildeten Personen sind statisch dargestellt, mit feinen Details und meist einem dunklen Hintergrund.
Werke (Auswahl)
- 1646 Altargemälde „Mariä Verkündigung“, „Heilige Brigitta“, „Heilige Anna“ und andere, Kirche Mariä Verkündigung Hrodna (Grodno)
- 1646 Porträt Katarzyna Potocka und Maria Lupa, Ehefrauen von Jan Radziwiłłow
- um 1665 Porträt Mikołaj Słupski